# Кальва, Диего
Дие́го Ка́льва Херна́ндес (англ. Diego Calva Hernandez; род. 16 марта 1992 года, Мехико, Мексика) — американо-мексиканский актёр. Известность ему принесли роли в сериале «Нарко: Мексика» (2021) и в фильме «Вавилон» (2022), за который он был номинирован на премию «Золотой глобус» в категории «Лучшая мужская роль — комедия или мюзикл».

## Биография
Диего Кальва родился 16 марта 1992 года в Мехико. В родном городе он посещал киношколу, где изучал режиссуру и сценарное мастерство. Во время учёбы Диего работал поставщиком провизии, декоратором, оператором штангового микрофона и помощником продюсера. Он снял несколько короткометражных фильмов, прежде чем полностью посвятил себя актёрскому мастерству.
Кальва получил свою первую главную роль в 2015 году в независимом фильме режиссёра Хулио Эрнандеса Кордона «Я обещаю тебе анархию», премьера которого состоялась на 68-м Международном кинофестивале в Локарно, позже он был показан в рамках Международного кинофестиваля в Торонто в 2015 году. В том же году за роль в этом фильме актёр также был удостоен награды за лучшую мужскую роль на Гаванском кинофестивале. В 2021 году Диего присоединился к актёрскому составу телесериала «Нарко: Мексика», где он сыграл известного мексиканского преступника и главу наркокартеля «Бельтран Лейва» — Артуро Бельтрана Лейву.
В 2022 году Кальва сыграл главную роль в эпическом фильме Дэмьена Шазелла «Вавилон», где его партнёрами стали Брэд Питт и Марго Робби. За роль в этом фильме он был номинирован на премию «Золотой глобус» в категории «Лучшая мужская роль — комедия или мюзикл».

## Фильмография

### Фильмы
| Год  | Название                        | Роль                   | Примечания             |
| ---- | ------------------------------- | ---------------------- | ---------------------- |
| 2013 | Фантастика                      | Амиго                  | Короткометражный фильм |
| 2015 | Я обещаю тебе Анархию           | Мигель                 |                        |
| 2017 | Помоги мне пережить это за ночь | Льюис                  |                        |
| 2017 | Ещё один мертвец                | Алехандро              | Короткометражный фильм |
| 2020 | ColOZio                         | Диего                  |                        |
| 2020 | Тигры                           | Азур                   |                        |
| 2021 | Шарлотта                        | Пончо                  | Короткометражный фильм |
| 2021 | Прекрасные лузеры               | Дэниел                 |                        |
| 2022 | Вавилон                         | Мануэль «Мэнни» Торрес |                        |
| 2023 | Птичий короб 2: Барселона       | Октавио                |                        |
| 2024 | На быстрых лошадях              | Генри                  |                        |

### Телевидение
| Год  | Название             | Роль                  | Примечания  |
| ---- | -------------------- | --------------------- | ----------- |
| 2018 | Заключённый          | Эль Рубио             | В 12 сериях |
| 2020 | Неудержим            | Джошуа                | В 8 сериях  |
| 2021 | Нарко: Мексика       | Артуро Бельтран Лейва | В 6 сериях  |
| 2025 | Ночной администратор | Тедди Дос Чантос      | 2-й сезон   |

## Награды и номинации
| Год  | Награда                                           | Категория                                                                | Номинант              | Результат | Прим   |
| ---- | ------------------------------------------------- | ------------------------------------------------------------------------ | --------------------- | --------- | ------ |
| 2015 | Гаванский кинофестиваль                           | Лучший актёр                                                             | Я обещаю тебе Анархию | Победа    | [ 9 ]  |
| 2022 | Greater Western New York Film Critics Association | Лучший актёр в главной роли                                              | Вавилон               | Номинация | [ 10 ] |
| 2023 | DiscussingFilm Critic Awards                      | Лучшее прорывное выступление                                             | Вавилон               | Ожидается | [ 11 ] |
| 2023 | Золотой глобус                                    | Премия «Золотой глобус» за лучшую мужскую роль — комедия или мюзикл      | Вавилон               | Номинация | [ 12 ] |
| 2023 | Спутник                                           | Премия «Спутник» за лучшую мужскую роль — кинофильм                      | Вавилон               | Ожидается | [ 13 ] |
| 2023 | Премия Гильдии киноактёров США                    | Премия Гильдии киноактёров США за лучший актёрский состав в игровом кино | Вавилон               | Ожидается | [ 14 ] |